# اسماعيل بن حيدر الصدر
السيد اسماعيل بن حيدر الصدر وهو رجل دين شيعي عراقي وهو والد الفقيه السيد حسين الصدر.

## نسبه
اسماعيل بن حيدر بن إسماعيل بن صدرالدين محمد بن صالح شرف الدين بن محمد بن إبراهيم شرف الدين بن زين العابدين إبراهيم بن نور الدين علي بن علي نور الدين بن الحسين عز الدين بن محمد بن الحسين بن علي بن محمد بن عباس تاج الدين أبي الحسن بن محمد شمس الدين بن عبد الله جلال الدين بن أحمد بن حمزة أبي الفوارس بن سعد الله أبي محمّد بن حمزة «القصير» أبي أحمد بن محمد أبي السعادات بن عبد الله أبي محمّد بن محمد الحارث أبي الحرث بن علي «ابن الديلميّة» أبي الحسن بن عبد الله أبي طاهر بن محمد «المحدّث» أبي الحسن بن طاهر أبي الطيّب بن الحسين «القطعي» بن موسى بن إبراهيم المرتضى الأصغر بن موسى الكاظم بن جعفر الصادق بن محمد الباقر بن علي زين العابدين بن السبط ابي عبد الله الحسين بن أمير المؤمنين علي بن أبي طالب بن عبدالمطلب بن هاشم 

## عائلته
أبوه حيدر الصدر وهو عالم فاضل وفقيه أصولي ومحقق نابغ
وأمه هي ابنه الشيخ عبد الحسين الشيخ باقر ال ياسين
وإخوته هم: محمد باقر الصدر، آمنه الصدر
أبنائه هم:
• حيدر بن اسماعيل الصدر
•حسين بن اسماعيل الصدر
•حسن بن اسماعيل الصدر
• وبنت متزوجة من السيد حسين هادي الصدر

## مؤلفاته
_محاضرات في تفسير القرآن
_الاخلاق و دورها في الحياة
_ شرح كفاية الأصول
_تعليقه على المكاسب
_تعليقه على العروة الوثقى
_كتاب الطهاره
_شرح رسالة الحقوق للأمام زين العابدين عليه السلام
_تقريرات الأصول من البحث الخوئي
_مستدرك أعيان الشيعة
_ فصل الخطاب في حكم اهل الكتاب
_تعليقه على كتاب التشريع الجنائي الإسلامي لعبد القادر عودة